# Strupin Duży (gromada)
Strupin Duży – dawna gromada, czyli najmniejsza jednostka podziału terytorialnego Polskiej Rzeczypospolitej Ludowej w latach 1954–1972.
Gromady, z gromadzkimi radami narodowymi (GRN) jako organami władzy najniższego stopnia na wsi, funkcjonowały od reformy reorganizującej administrację wiejską przeprowadzonej jesienią 1954 do momentu ich zniesienia z dniem 1 stycznia 1973, tym samym wypierając organizację gminną w latach 1954–1972.
Gromadę Strupin Duży z siedzibą GRN w Strupinie Dużym utworzono – jako jedną z 8759 gromad na obszarze Polski – w powiecie chełmskim w woj. lubelskim na mocy uchwały nr 7 WRN w Lublinie z dnia 5 października 1954. W skład jednostki weszły obszary dotychczasowych gromad Krzywice kol., Krzywice wieś, Rożdżałów wieś, Rożdżałów kol., Strupin Duży, Wolwinów i Strupin Mały (bez obszaru lasu Borek) ze zniesionej gminy Krzywiczki w tymże powiecie. Dla gromady ustalono 15 członków gromadzkiej rady narodowej.
1 stycznia 1958 z gromady Strupin Duży wyłączono wieś i kolonię Wolwinów, włączając je do miasta Chełma, miasta na prawach powiatu w tymże województwie.
1 stycznia 1960 gromadę zniesiono, włączając jej obszar do gromady Pokrówka w tymże powiecie.